# Franz Fischer & Sohn – Tapetenfabrik
1. WEITERLEITUNG Benutzer:Studio frau/Franz Fischer & Sohn – Tapetenfabrik